# جی‌اس‌سی ۰۳۰۸۹–۰۰۹۲۹
جی‌اس‌سی ۰۳۰۸۹-۰۰۹۲۹ یک ستاره است که در صورت فلکی زانوزده قرار دارد.